# Jack Hutchins
Jack Hutchins (eigentlich John William Milton Hutchins; * 8. Juni 1926 in Vancouver; † 8. April 2008 in West Vancouver) war ein kanadischer Mittelstreckenläufer und Sprinter.
Bei den Olympischen Spielen 1948 in London erreichte er über 800 m das Halbfinale und schied über 1500 m im Vorlauf aus.
1950 gewann er bei den British Empire Games in Auckland Silber über 880 Yards, wurde Achter im Meilenlauf und kam mit der kanadischen 4-mal-440-Yards-Stafette auf den fünften Platz.
Bei den Olympischen Spielen 1952 in Helsinki gelangte er über 800 m ins Halbfinale und wurde mit der kanadischen Mannschaft Vierter in der 4-mal-400-Meter-Staffel. 1954 scheiterte er bei den British Empire Games in Vancouver über 880 Yards in der Vorrunde.
Zweimal wurde er Kanadischer Meister über 800 m bzw. 880 Yards (1947, 1948) und je einmal über 440 Yards (1951) und über eine Meile (1949).

## Persönliche Bestzeiten
- 440 Yards: 48,9 s, 1950
- 800 m: 1:50,6 min, 14. Juni 1952, Berkeley
- 1500 m: 3:54,4 min, 4. August 1948, London